# Alix Egerton

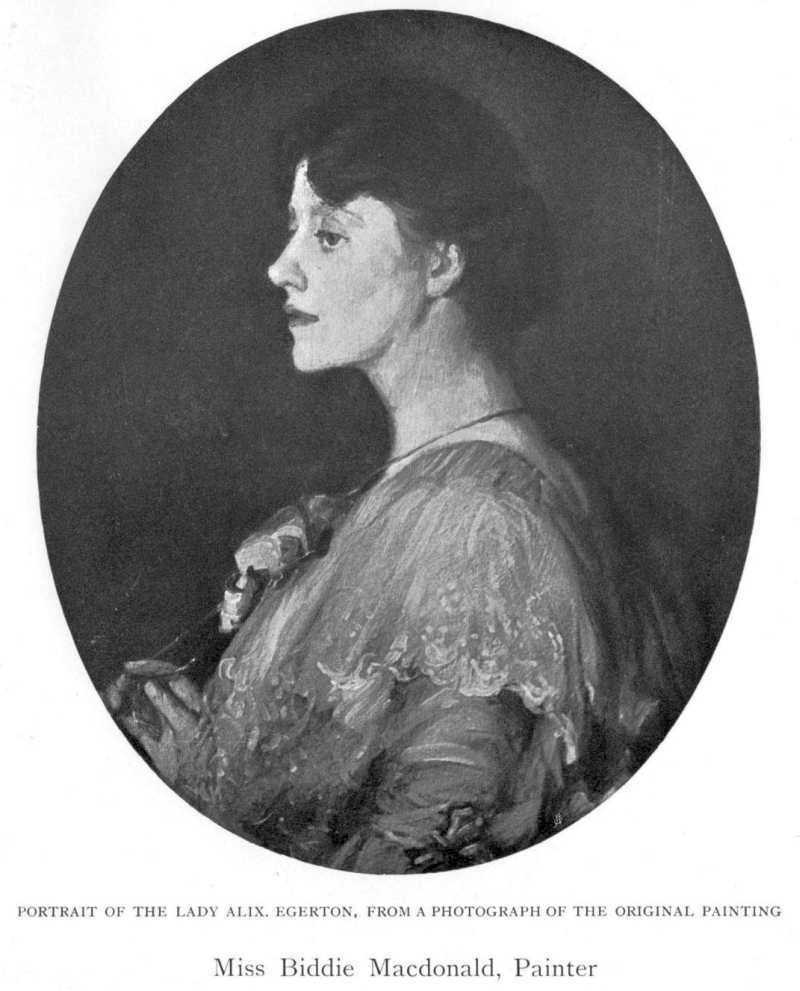
The Lady Alix Egerton, Porträt von Gertrude Macdonald (vor 1904)

Familienwappen Egerton

Alix Egerton, eigentlich Lady Alice Constance Egerton (* 12. November 1870 in London; † 6. November 1932 in Aylesbury) war eine britische Aristokratin, Malerin und Autorin.

## Leben
Lady Alice Constance Egerton entstammte der englischen Adelsfamilie Egerton (Duke of Sutherland, Duke of Bridgewater). Sie war die zweite Tochter und das zweitälteste von elf Kindern von Francis Egerton, 3rd Earl of Ellesmere und dessen Frau Lady Katherine Louisa Phipps, der zweiten Tochter von George Phipps, 2nd Marquess of Normanby. Sie wuchs im Stadthaus der Familie, dem Bridgewater House im Londoner Stadtteil St. James auf.
Alix Egerton erhielt eine künstlerische Ausbildung. Sie besuchte in London eine Malschule für Frauen, die Louise Jopling 1887 gegründet hatte. Zusammen mit ihrer Mitstudentin Gertrude Macdonald eröffnete sie ein Malstudio und war eine Zeitlang als Malerin aktiv. Sie wandte sich dann aber mehr der Schriftstellerei zu. Daneben machte sie Spitzenstücke der Familienbiblibliothek, einer der ältesten Adelsbibliotheken Englands, durch Publikationen zugänglich. Dazu zählten das erste Faksimile des Ellesmere Chaucer und eine Ausgabe des sogenannten Bridgewater Manuskripts von John Miltons Comus. Sie konnte aber nicht verhindern, dass nach dem Tod ihres Vaters ihr Bruder John Egerton, 4. Earl of Ellesmere zur Deckung der Erbschaftssteuer den Ellesmere Chaucer mit der Bridgewater-Familienbibliothek (8000 Bücher und 11000 Handschriften) 1917 an Henry E. Huntington verkaufte.
Im Oktober 1904 enthüllte sie die von Horace Montford geschaffene Statue von Milton an der Kirche St Giles-without-Cripplegate (heute in der Kirche).
Angeregt durch Miltons Comus, ein allegorisches Maskenspiel (Masque), das dieser 1634 für ihre Vorfahren geschrieben hatte, verfasste sie 1906 eine eigene Masque unter dem Titel The Princess and the Stranger. Ella Overbeck komponierte die Bühnenmusik und Italia Conti spielte die Hauptrolle in der Aufführung im Garten von Stafford House (heute Lancaster House), die ein gesellschaftliches Ereignis wurde. 1907 erschien es unter dem Titel The Masque of the Two Strangers im Druck.
In späteren Jahren verfasste Alix Egerton weitere Bühnenstücke, Mysterienspiele und Gedichte.
Sie starb unverheiratet im Alter von 61 Jahren auf einem Landsitz der Familie bei Aylesbury. Ihre Trauerfeier fand in der Kirche von Hardwicke, Stroud District, statt. Ihre gleichnamige Nichte Alice Egerton wurde Hofdame (Woman of the Bedchamber) bei Elizabeth II.; ihr Neffe John Egerton wurde 1963 der 6. Duke of Sutherland.

## Werke
- The Lady of the Scarlet Shoes, and Other Verses. London: Elkin Mathews 1903
- The Masque of the Two Strangers. Titelillustration von Jessie Marion King, London: Gowans & Grey 1907

2. Auflage 1912 (Digitalisat)
Volltext
- (Hrsg.): Milton's Comus, being the Bridgewater manuscript: With Notes and a Short Family Memoir. London: J. M. Dent & sons 1910 (Digitalisat)
- (Hrsg.): The Ellesmere Chaucer reproduced in facsimile. 2 Bände, Manchester: The University Press 1911
- John O'Dreams and Other Songs. London: The Catherine Press 1911
- The ballad of the pine-tree and other songs. London 1920
- The Were-wolf: A Mystery Play in One Act. London and Glasgow: Gowans & Gray 1925